# Биоразнообразие
Биоразнообразието или биологичното разнообразие е научен термин, с който се обединяват всички живи форми на Земята. То може да има и локален характер, като напр. да обединява всички растителни и животински видове в дадена екосистема.
Съществуват 3 вида биологично разнообразие:
- Генетично разнообразие – разнообразие на гените при отделните видове. То включва т.нар. популационна генетика. Може да отговаря и за популациите на различните видове.
- Видово разнообразие – разнообразие на видовете флора и фауна в отделна екосистема или Земята като цяло.
- Разнообразие на екосистемите – обединява различните екосистеми на планетата.

## Локално биоразнообразие
На нашата планета съществуват множество различни екосистеми – от океани до тропични гори, от савани до тайга и т.н. Те са обособени от разликите в климата на различните региони на планетата или в релефа. Отделните екосистеми се определят в зависимост от растителността в тях, в това от какви видове е представена. Растителните видове определят характера на екосистемата, а оттам и разнообразието в нея.
Сред всички екосистеми най-голямо е биоразнообразието в екосистемата на дъждовните екваториални и тропични гори. Причина за това е, че тази екосистема се простира в райони с горещ и влажен климат, което позволява на растителните видове тук да процъфтяват повече от тези в която и да е друга екосистема на планетата. Разнообразието на флората е предпоставка и за изключителното богатство на животинския свят. Броят на видовете, обитаващи тропическите гори е по-голям от този на всички останали екосистеми взети заедно.
В Световния океан най-богатата на видове система са кораловите рифове, разположени в плитките части на шелфовата ивица в тропическите райони. Те са образувани от живи организми – коралите, които стоят в основата на цялата екосистема. Коралите в рифа играят ролята на дърветата на сушата.

## Биоразнообразие по страни
Световната организация за защита на природата има класация на различните страни с тяхното съответно биоразнообразие. Най-очевидното нещо в класацията е това, че на челните места са страни, които са в района на тропиците и най-вече в екосистемата на дъждовните гори. Други страни имат разнообразие от екосистеми на техните територии. По-голямото разнообразие на различни екосистеми означава и по-голямо разнообразие на видовете в отделната страна. Първите 20 по разнообразие на флората и фауната са:
- 1. Бразилия
- 2. Индонезия
- 3. Демократична република Конго (Заир)
- 4. Еквадор
- 5. Венецуела
- 6. Гаяна
- 7. Перу
- 8. Колумбия
- 9. Боливия
- 10. Камерун
- 11. Демократична република Конго
- 12. Габон
- 13. Индия
- 14. Малайзия
- 15. Филипини
- 16. Уганда
- 17. Мианмар
- 18. Мексико
- 19. Папуа-Нова Гвинея
- 20. Тайланд